# Verz
Vêrz, stíh ali pésniška vrstíca je ritmično urejena, navadno skladenjsko in pomensko zaključena enota pesniškega besedila. Ritmično oblikovana vrstica pesmi, kjer je tudi grafično viden del pesmi.

## Vrste verzov
Vrsta verza je določena glede na število zlogov. Pesem je lahko sestavljena iz več nanizanih verzov ali pa je kitična, kar pomeni, da so verzi razdeljeni v kitice. Obstaja tudi vezani verz, ki ima rimo, in svobodni verz, to je verz brez rime. 